# Minopolis

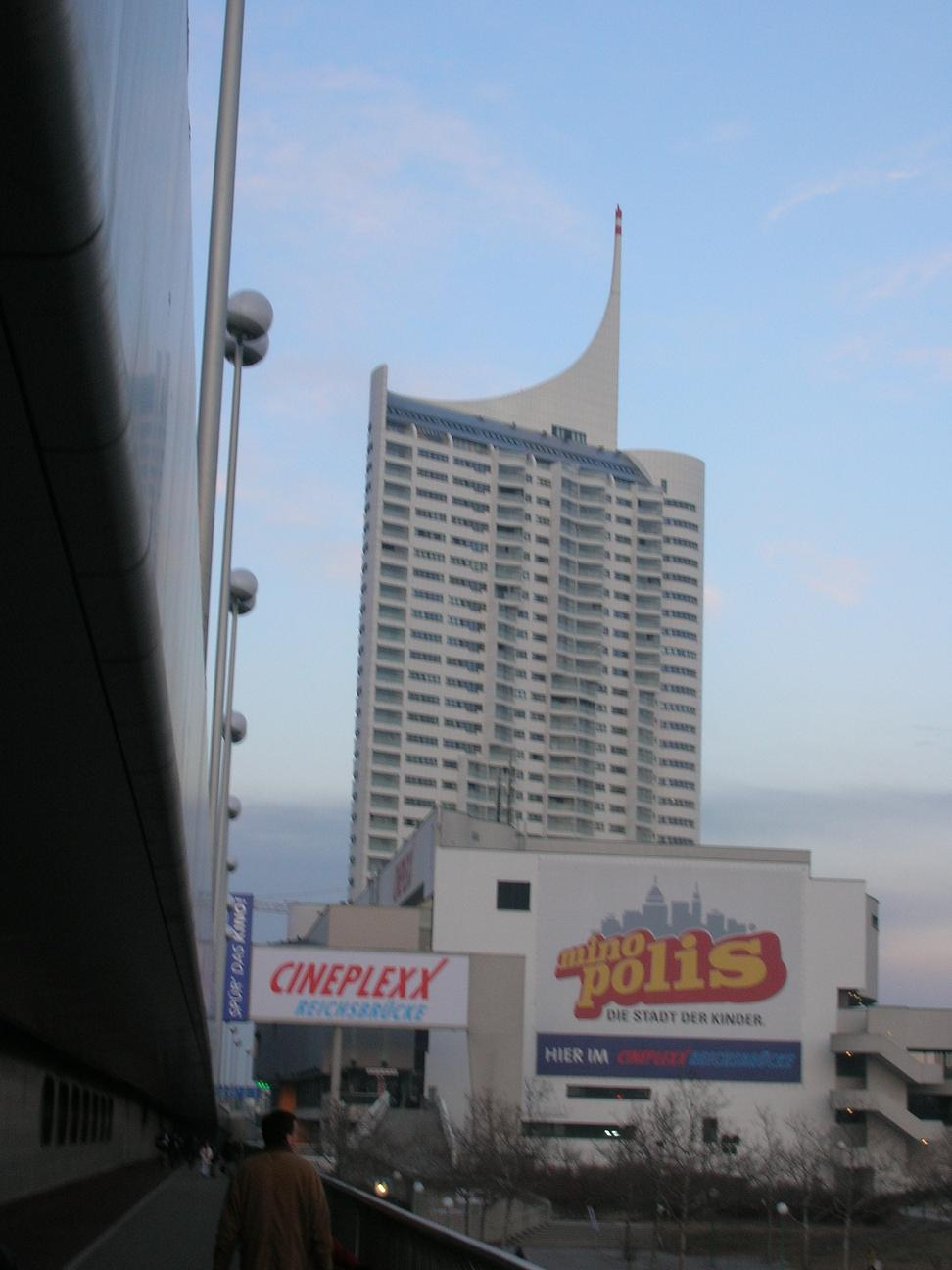
Ehemaliger Standort der Minopolis an der Reichsbrücke

Minopolis war eine Kinderstadt in Wien-Donaustadt, in der Kinder zwischen 4 und 12 Jahren viele verschiedene Berufe ausprobieren konnten. Anders als andere Kinderstädte war Minopolis keine öffentliche oder gemeinnützige Einrichtung, sondern wurde gewerblich betrieben und ausschließlich durch Sponsoren und Eintrittsgelder finanziert. Das Gebäude wurde zunächst als ein Großkino von dem Architekten Harry Seidler mit vielen Lokalen und Bars in den Jahren 1997-1999 erbaut. Nach einigen Jahren wurde der Großteil der Gastronomieflächen in einen Indoor-Themenpark im Sommer 2005 umgebaut, wodurch der ehemalige Name „Cineplexx Palace (Reichsbrücke)“, durch „Cineplexx Reichsbrücke“ abgelöst wurde. Der Indoor-Themenpark wurde im November 2005 eröffnet und im November 2013 geschlossen. Somit wurde das Gebäude nur 14 Jahre lang genutzt. Der Indoorspielplatz soll an neuem Ort wieder eröffnet werden, was bis zu diesem Zeitpunkt nicht geschehen ist (Stand Dezember 2021).
Der Standort an der Reichsbrücke umfasste auf 6000 m² 25 Themenstationen wie Polizei, Bank, Feuerwehr, Backstube, Verkäufer und Zeitungsredaktion. Die Kinder konnten in dieser Spielwelt Arbeit suchen und verschiedene Berufe bzw. Rollen ausüben, es gab eine eigene Währung – Eurolino –, mit der „bezahlt“ wurde. Das Geld konnte man verdienen, ausgeben und anlegen. Die Kinder sollten so spielerisch und unter pädagogischer Betreuung wirtschaftliche Zusammenhänge der Gesellschaft kennenlernen können.
Das Gebäude hatte eine maximale Länge von etwa 110 Metern und verschiedene Höhen an verschiedenen Stellen, die von 27 bis 32 Metern reichten. Auf der Vorderseite befanden sich die Zugänge zu den Kinosälen auf drei Ebenen. Das große Atrium in der Mitte des Gebäudes wurde von zwei Rolltreppen, einer großen Ziegel-verzierten Wand und einer runden Glaskuppel am Dach geprägt. Links und rechts befanden sich die meisten der 14 Kinosäle, im hinteren Teil hatte die Kinderstadt Minopolis die meisten Themenstationen. Die rundlich, lässig fließenden Wände außerhalb und zum Teil auch innerhalb des Gebäudes machten es unverwechselbar. In den Untergeschoßen befand sich zusätzlich noch eine hauseigene Tiefgarage, die von der Reichsbrückengarageneinfahrt hinter dem Gebäude befahren werden konnte.
Kritik musste sich das Projekt der inhaltlichen Ausrichtung wegen gefallen lassen. Es diene in erster Linie als Plattform, um den in der Stadt omnipräsenten Sponsoren einen direkten Zugang zu den „Kunden von Morgen“ zu ermöglichen. Die Katholische Jungschar kritisierte, dass das Projekt „den Glauben an den unbegrenzten Kapitalismus verkörpere“
Im Dezember 2008 wurde bekannt, dass Minopolis auf Grund finanzieller Schwierigkeiten die Schließung droht. Die Anlage konnte jedoch weitergeführt werden. Das Unternehmen wurde im April 2009 von der Altamont Capital Investment übernommen.
Ende 2011 wurde das im selben Gebäude untergebrachte Cineplexx Kino geschlossen und die Eigentumsrechte der Liegenschaft an eine Immobiliengruppe übertragen. Der bestehende Gebäudekomplex sollte abgerissen werden. Infolgedessen plante Minopolis im Jahr 2013 an einen neuen Standort zu übersiedeln. Im November 2013 wurde Minopolis geschlossen. Ursprünglich kündigte das Unternehmen bis Ostern 2014 ein neues Minopolis am Wiener Prater zu eröffnen, dazu kam es nicht. Im Herbst 2014 wurde auf der Website eine Eröffnung bis Anfang 2015 angekündigt. Auch dieses Datum verstrich. Inzwischen nutzt der Betreiber die Website, um nach Franchising-Partnern für den Aufbau neuer Kinderspielstädte nach dem Modell von Minopolis zu suchen.
Das Gebäude wurde ab Anfang September 2018 von der Firma Prajo & Co abgerissen, um dort das Projekt Danube Flats zu errichten.